# قصعين أملد
قصعين أملد (الاسم العلمي:Salvia sarmentosa) هو نوع من النباتات يتبع جنس القصعين من الفصيلة الشفوية.